# Paracophus subapterus
Paracophus subapterus är en insektsart som beskrevs av Lucien Chopard 1947. Paracophus subapterus ingår i släktet Paracophus och familjen syrsor. Inga underarter finns listade i Catalogue of Life.